# Johann de Buhr
Johann de Buhr (23 de Março de 1912 - 17 de Julho de 1944) foi um comandante de U-Boot que serviu na Kriegsmarine durante a Segunda Guerra Mundial.